# Oihana Azkorbebeitia
Oihana Azkorbebeitia Urizar, née le 28 août 1981 à Abadiño, est une coureuse de fond espagnole spécialisée en skyrunning. Elle est championne d'Espagne de kilomètre vertical 2018.

## Biographie
Oihana Azkorbebeitia fait ses débuts en athlétisme durant son enfance mais ce n'est qu'en 2006 qu'elle fait ses débuts en compétition dans la discipline du skyrunning, après avoir terminé ses études de vétérinaire. En 2008, elle fait ses débuts sur la scène internationale en participant à quelques manches de la Skyrunner World Series ainsi qu'aux championnats d'Europe de skyrunning courus dans le cadre de Zegama-Aizkorri. Elle se retire temporairement de la compétition pour donner naissance à ses deux enfants en 2013 et 2015,,,,.
Elle se révèle véritablement en 2017. Le 7 mai, elle domine la première édition de la course Kanpezu-Ioar et remporte le titre de championne basque de course en montagne. Le 8 juillet, elle effectue une excellente course au Buff Epic Trail 42K. Luttant en tête au coude à coude avec la Française Célia Chiron, elle parvient à faire la différence dans le sprint final et s'impose avec 26 secondes d'avance, signant sa première victoire en Skyrunner World Series. Le 17 septembre, elle décroche la troisième place à la Ring of Steall SkyRace, accompagnant ses compatriotes Laura Orgué et Sheila Avilés sur le podium. Le 7 octobre elle s'élance sur la course Gorbeia Suzien comptant comme épreuve de SkyRace des championnats d'Europe de skyrunning. Courant dans le groupe de tête mené par Célia Chiron, elle voit la Roumaine Ingrid Mutter les doubler pour aller s'offrir le titre. Elle se bat alors pour une place sur le podium mais doit finalement s'incliner face à Sheila Avilés et termine au pied du podium pour 28 secondes.
Le 20 mai 2018, elle prend le départ parmi les favorites aux championnats d'Espagne de kilomètre vertical à Arredondo. Elle signe le meilleur temps en 42 min 41 s et remporte le titre devant Gisela Carrión.
Elle réalise une saison solide en Skyrunner World Series 2021. Le 26 juin, elle termine deuxième de la Kaiserkrone SkyRace derrière la locale Stephanie Kröll. Le 4 septembre, elle se classe troisième de la Hochkönig SkyRace et consolide sa troisième place au classement général. Deux semaines plus tard, elle termine deuxième de la Grigne SkyRace derrière l'Américaine Hillary Gerardi. Ayant marqué des points régulièrement durant et grâce à ses trois podiums, elle termine à la troisième place du classement de la Skyrunner World Series derrière Denisa Dragomir et Stephanie Kröll.
Lors de sa saison en Skyrunner World Series 2022, elle ne s'engage que tardivement, prenant son premier départ lors du Garmin Epic Trail 42K. Elle y domine la course de bout en bout pour remporter la victoire. Sur la Tromsø Skyrace, elle doit lutter face à sa compatriote Sandra Sevillano pour la tête de course mais finit par faire la différence pour décrocher son deuxième succès de l'année. Elle domine l'avant-dernière course, la Pirin Extreme, et parvient à s'imposer devant Sandra Sevillano malgré des problèmes gastriques. Elle s'empare de la tête du classement provisoire avant la finale courue dans le cadre de la course Gorbeia Suzien. Annoncée comme l'une des favorites sur la finale, elle ne parvient pas à rester aux avants-postes et finit par céder du terrain. Elle termine à la huitième place et se classe deuxième du classement général derrière la Canadienne Lindsay Webster.

## Palmarès
| no   | féminin            | Course                                            | Longueur | Départ            | Temps           |
| ---- | ------------------ | ------------------------------------------------- | -------- | ----------------- | --------------- |
| 129e | 5e                 | Championnats d'Europe de skyrunning               | 42,2 km  | 25 mai 2008       | 5 h 20 min 28 s |
| 119e | 5e                 | Zegama-Aizkorri                                   | 42,2 km  | 24 mai 2009       | 5 h 9 min 20 s  |
| 98e  | Médaille de bronze | Zegama-Aizkorri                                   | 42,2 km  | 16 mai 2010       | 5 h 10 min 49 s |
| 114e | 5e                 | Zegama-Aizkorri                                   | 42,2 km  | 20 mai 2012       | 5 h 8 min 7 s   |
| 102e | 4e                 | Zegama-Aizkorri                                   | 42,2 km  | 28 mai 2017       | 4 h 47 min 38 s |
| 27e  | Médaille d'or      | Buff Epic Trail 42K                               | 42 km    | 8 juillet 2017    | 5 h 7 min 28 s  |
| 30e  | Médaille de bronze | Ring of Steall SkyRace                            | 29 km    | 17 septembre 2017 | 4 h 15 min 21 s |
| 51e  | 4e                 | Championnats d'Europe de skyrunning - SkyRace     | 31 km    | 7 octobre 2017    | 3 h 39 min 29 s |
| 62e  | Médaille d'or      | Championnats d'Espagne de kilomètre vertical      | 2,7 km   | 20 mai 2018       | 42 min 41 s     |
| 37e  | Médaille d'argent  | Buff Epic Trail 42K                               | 42 km    | 1er juillet 2018  | 5 h 27 min 55 s |
| 72e  | 9e                 | Championnats du monde de skyrunning - SkyMarathon | 26 km    | 15 septembre 2018 | 4 h 9 min 44 s  |
| 21e  | Médaille d'or      | Mt.Awa Vertical Kilometer                         | 5,5 km   | 20 avril 2019     | 53 min 34 s     |
| 24e  | Médaille de bronze | Royal Ultra SkyMarathon                           | 55 km    | 21 juillet 2019   | 8 h 45 min 35 s |
| 23e  | Médaille d'argent  | BEI K3                                            | 9,7 km   | 27 juillet 2019   | 2 h 35 min 0 s  |
| 16e  | Médaille de bronze | Blåmann Vertical                                  | 2,7 km   | 1er août 2019     | 47 min 21 s     |
| 64e  | 10e                | Championnats d'Europe de skyrunning - SkyRace     | 31 km    | 7 septembre 2019  | 3 h 51 min 52 s |
| 16e  | Médaille d'argent  | Kaiserkrone SkyRace                               | 24,7 km  | 26 juin 2021      | 4 h 21 min 51 s |
| 13e  | Médaille de bronze | Hochkönig SkyRace                                 | 31,6 km  | 4 septembre 2021  | 4 h 27 min 24 s |
| 35e  | Médaille d'argent  | Grigne SkyMarathon                                | 23 km    | 19 septembre 2021 | 2 h 30 min 37 s |
| 25e  | Médaille d'or      | Garmin Epic Trail 42K                             | 42 km    | 2 juillet 2022    | 5 h 20 min 4 s  |
| 12e  | Médaille d'or      | Hamperokken SkyRace                               | 57 km    | 6 août 2022       | 9 h 4 min 48 s  |
| 10e  | Médaille d'or      | Pirin Extreme                                     | 38 km    | 24 septembre 2022 | 5 h 50 min 29 s |
| 17e  | Médaille d'argent  | Madeira SkyRace                                   | 45 km    | 17 juin 2023      | 6 h 25 min 1 s  |